# Elaphoglossum ceylanicum
Elaphoglossum ceylanicum är en träjonväxtart som beskrevs av Vladimír Joseph Krajina och Sledge. Elaphoglossum ceylanicum ingår i släktet Elaphoglossum och familjen Dryopteridaceae. Inga underarter finns listade.